# Tecate
Tecate är en ort i kommunen Tecate i nordvästra Mexiko och är belägen i delstaten Baja California, längs gränsen mot Kalifornien i USA och några mil öster om Tijuana. Tecate räknas numera som en del av Tijuanas storstadsområde har cirka 70 000 invånare i centralorten, med totalt cirka 110 000 i hela kommunen.
Härifrån kommer ölet Tecate från Cervecería Tecate S.A. som är en av de större märkena i Mexiko och en stor sponsor inom motorsport. Bryggeriet grundades 1943.